# Campeonato Africano de Atletismo de 2018 - Lançamento de martelo feminino
A prova do lançamento de martelo feminino do Campeonato Africano de Atletismo de 2018 foi disputada no dia 1 de agosto, no Estádio Stephen Keshi, em  Asaba,  na Nigéria. 

## Recordes
Antes desta competição, os recordes mundiais e do campeonato nesta prova eram os seguintes:
|                       | Nome             | Nacionalidade | Distância | Local    | Data                 |
| --------------------- | ---------------- | ------------- | --------- | -------- | -------------------- |
| Recorde mundial       | Anita Włodarczyk | Polónia       | 82m 98cm  | Varsóvia | 28 de agosto de 2016 |
| Recorde do campeonato | Amy Sène         | Senegal       | 68m 35cm  | Durban   | 22 de junho de 2016  |
| Recorde africano      | Amy Sène         | Senegal       | 69m 70cm  | Forbach  | 25 de maio de 2014   |

## Medalhistas
| Ouro                   | Prata                    | Bronze              |
| Soukaina Zakkour (MAR) | Temilola Ogunrinde (NGR) | Jennifer Batu (CGO) |

## Cronograma
Todos os horários são locais (UTC+1). 
| Data        | Hora  | Evento |
| ----------- | ----- | ------ |
| 1 de agosto | 18:05 | Final  |

## Resultado final
| Posição           | Atleta             | Nacionalidade      | #1    | #2    | #3    | #4    | #5    | #6    | Resultado | Notas            |
| ----------------- | ------------------ | ------------------ | ----- | ----- | ----- | ----- | ----- | ----- | --------- | ---------------- |
| Medalha de ouro   | Soukaina Zakkour   | Marrocos           | 68.28 | x     | x     | 64.43 | x     | x     | 68.28     | Recorde nacional |
| Medalha de prata  | Temilola Ogunrinde | Nigéria            | 62.09 | x     | 66.57 | 67.39 | 65.36 | 62.26 | 67.39     | Recorde nacional |
| Medalha de bronze | Jennifer Batu      | República do Congo | 60.66 | x     | 58.82 | 66.43 | x     | x     | 66.43     | Recorde nacional |
| 4                 | Zouina Bouzebra    | Argélia            | 64.48 | x     | x     | 64.09 | 64.49 | 62.64 | 64.49     | Recorde nacional |
| 5                 | Queen Obisesan     | Nigéria            | x     | 63.02 | x     | 49.76 | 62.02 | 62.44 | 63.02     |                  |
| 6                 | Margo Coetzee      | África do Sul      | 55.45 | x     | 58.28 | 58.86 | 56.42 | x     | 58.86     |                  |
| 7                 | Laetitia Bambara   | Burquina Fasso     | 56.35 | x     | –     | –     | –     | –     | 56.35     |                  |
| 8                 | Roselyn Rakamba    | Quênia             | x     | 48.03 | 55.57 | x     | x     | x     | 55.57     |                  |
| 09 !              | Fatou Diocou       | Senegal            | x     | x     | x     |       |       |       | NM        |                  |
| 09 !              | Juliane Clair      | Ilhas Maurícias    | x     | x     | x     |       |       |       | NM        |                  |

Legenda
| Recorde mundial       | Recorde mundial (World record)               |                       | Recorde africano                      | Recorde africano (African) |                                           | Q | Classificado por posição (Qualified) |
| Recorde do campeonato | Recorde do campeonato (Championship record)  | Recorde da América    | Recorde da América (Americas)         | q                          | Classificado por melhor tempo (Qualified) |   |                                      |
| Melhor marca do ano   | Melhor marca do ano (World leading)          | Recorde asiático      | Recorde asiático (Asian)              | DNS                        | Não largou (Did not start)                |   |                                      |
| Recorde nacional      | Recorde nacional (National record)           | Recorde europeu       | Recorde europeu (European)            | DNF                        | Não terminou (Did not finish)             |   |                                      |
| Recorde pessoal       | Recorde pessoal do atleta (Personal best)    | Recorde da Oceania    | Recorde da Oceania (Oceania)          | DSQ / DQ                   | Desclassificado (Disqualified)            |   |                                      |
| Recorde da temporada  | Recorde da temporada do atleta (Season best) | Recorde sul-americano | Recorde sul-americano (South America) | NM                         | Sem marca (No mark)                       |   |                                      |